# Thỏ California

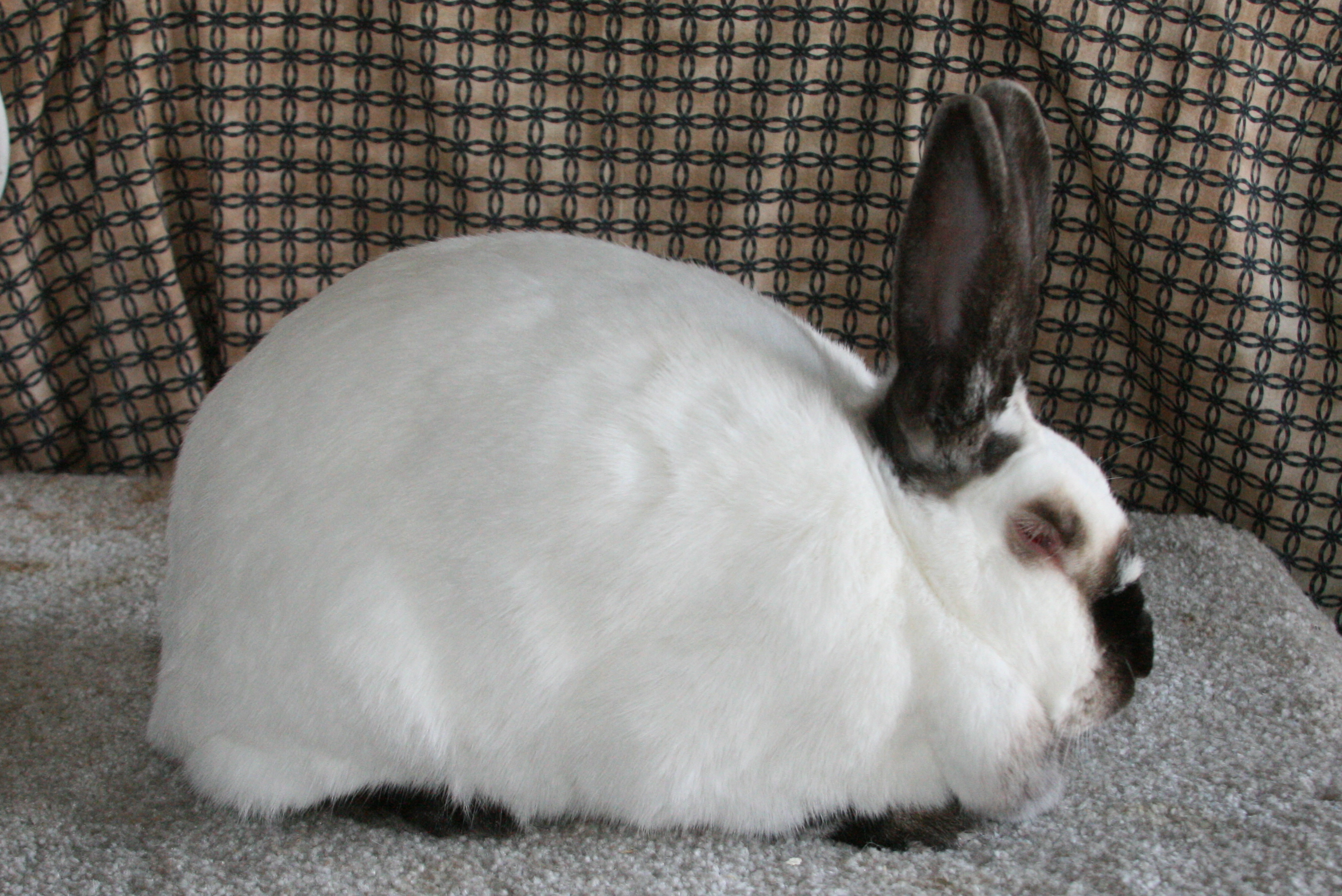
Thỏ Cali

Thỏ California hay còn gọi đơn giản là Thỏ Cali là một giống thỏ nhà được phát triển vào thập niên 1920 bởi George West ở Nam California. Nó là kết quả lai chéo giữa giống thỏ Himalaya và giống thỏ Chinchilla sau đó tiếp tục lai chéo với thỏ New Zealand trắng nhằm mục đích cho thịt và lông.
Nhìn chung, chúng toàn thân trắng toát, trừ các bộ phận như tai, chót mũi, cẳng chân và đuôi có lông đen. Đây là giống thỏ to con, con trưởng thành nặng tầm 5 kg và được giới nuôi thỏ thịt chuộng nuôi. Thỏ California được nuôi nhiều tại châu Âu và châu Mỹ vì là giống dễ nuôi, ít bệnh tật, mắn để và nhiều sữa.

## Đặc điểm
Chúng có đặc điểm lông trắng nhưng tai, mũi, chân có những điểm lông đen. Là giống thỏ cho khối lượng thịt trung bình là 4,5–5 kg, tỷ lệ thịt xẻ 55-60%, thân ngắn hơn thỏ Newzealand, lông trắng nhưng tai, mũi, 4 chân và đuôi có điểm lông màu đen, vào mùa đông lớp lông màu đen này đậm hơn và nhạt dần vào mùa hè. Khả năng sinh sản tương tự như thỏ Newzealand. 

### Về ngoại hình
Đặc điểm màu lông giống như loài thỏ Mỹ với thân trắng, tai, mũi, chân và đuôi có màu đen. Vì Californian là giống lai từ Himalayan nên hai loài này có bộ lông nhìn khó phân biệt. Thỏ Cali có hình dáng tương tự như Himalaya nhưng lớn hơn. Chúng thật sự không được nuôi làm cảnh nhiều và đến nay chúng vẩn là một trong các giống thỏ thịt phổ biến nhất được nuôi. Khá giống nhau về màu sắc nhưng California là một con thỏ khá lớn, thường chúng nặng khoảng 3,5-4.75 kg. California là có thân hình béo tròn đầy đặn với cái cổ rất ngắn. Đôi tai khá ngắn, thon và đứng thẳng. California thường có đôi mắt màu hồng.

### Sinh sản
Thỏ Cali khả năng sinh sản tốt, nhanh lớn. Thời gian nuôi từ 3 tháng có thể xuất chuồng và đạt trọng lượng 2,5 kg – 3 kg và có thể đạt đến 4.5 –5 kg/con. Thời gian phối giống từ 4.5 tháng động dục lần đầu. Thời gian sinh sản sau 30 ngày kể từ ngày thủ thai thành công. Số lượng sinh sản mỗi đợt sinh từ 5-7 con, mỗi năm sinh sản từ 5-7 lứa.